# PlayStation VR
PlayStation VR, також знаний як Project Morpheus під час розробки, є шоломом віртуальної реальності розробленим Sony Interactive Entertainment, який був випущений у жовтні 2016 року.
Він був розроблений так, щоб повністю функціонувати з домашньою ігровою консоллю PlayStation 4. У певних іграх та демонстраціях для VR, гравець, який носить шолом, діє окремо від інших гравців без гарнітури. Система PlayStation VR може одночасно виводити зображення як на PlayStation VR, так і на телевізор, тоді як телевізор відображає зображення з гарнітури, або відображає окреме зображення для конкурентного або кооперативного геймплея. PlayStation VR працює як з контролером DualShock 4, так і з контролерами PlayStation Move.
У PlayStation VR має 5,7-дюймовий OLED дисплей із роздільною здатністю екрана 1080p. У гарнітурі також є також процесорна панель, яка дозволяє відтворювати відео на екрані телевізору, а також обробляти ефект 3D-аудіо, а також використовує роз'єм для навушників 3,5 мм. Гарнітура також має дев'ять позиційних світлодіодів на своїй поверхні для PlayStation Camera для відстеження руху на 360 градусів.
Станом на 16 серпня 2018 року PlayStation VR було продано більше 3 мільйонів пристроїв по всьому світу, а також 21,9 мільйона ігор.

## Історія
Зацікавленість Sony у технології, що монтується на голову, починається з 1990-х років. Його перший комерційний блок, Glasstron, був випущений в 1997 році. Одне з застосувань цієї технології було в грі MechWarrior 2, яка дозволила користувачам Glasstron або Virtual I / O's iGlasses прийняти візуальну перспективу зсередини кабіни корабля, використовуючи свої власні очі як візуальні і бачачи поле бою через власну каюту.
Проект Morpheus був вперше представлений на конференції розробників ігор 2014 року. Президент Sony Computer Entertainment Worldwide Studios Shuhei Yoshida представив пристрій 18 березня 2014 року і заявив, що проект Morpheus був "наступним нововведенням від PlayStation, який буде [формувати] майбутнє ігор".
15 вересня 2015 року було оголошено, що проект Morpheus буде офіційно названий PlayStation VR. Пізніше в 2015 році компанія Sony придбала компанію SoftKinetic.
13 жовтня 2016 року Sony випустила PlayStation VR з ціною $399 у США, €399 в Європі, £349 у Великій Британії та ¥44,980 у Японії.
У лютому 2022 компанія Sony почала розсилку запрошень на бета-тест нового оновлення для консолі PlayStation 5. В описі, крім інших змін, зазначено появу української мови в інтерфейсі консолі. 
22 лютого 2022 Sony вперше презентувала зовнішній вигляд майбутнього шолома віртуальної реальності PlayStation VR2. 

## Апаратне забезпечення

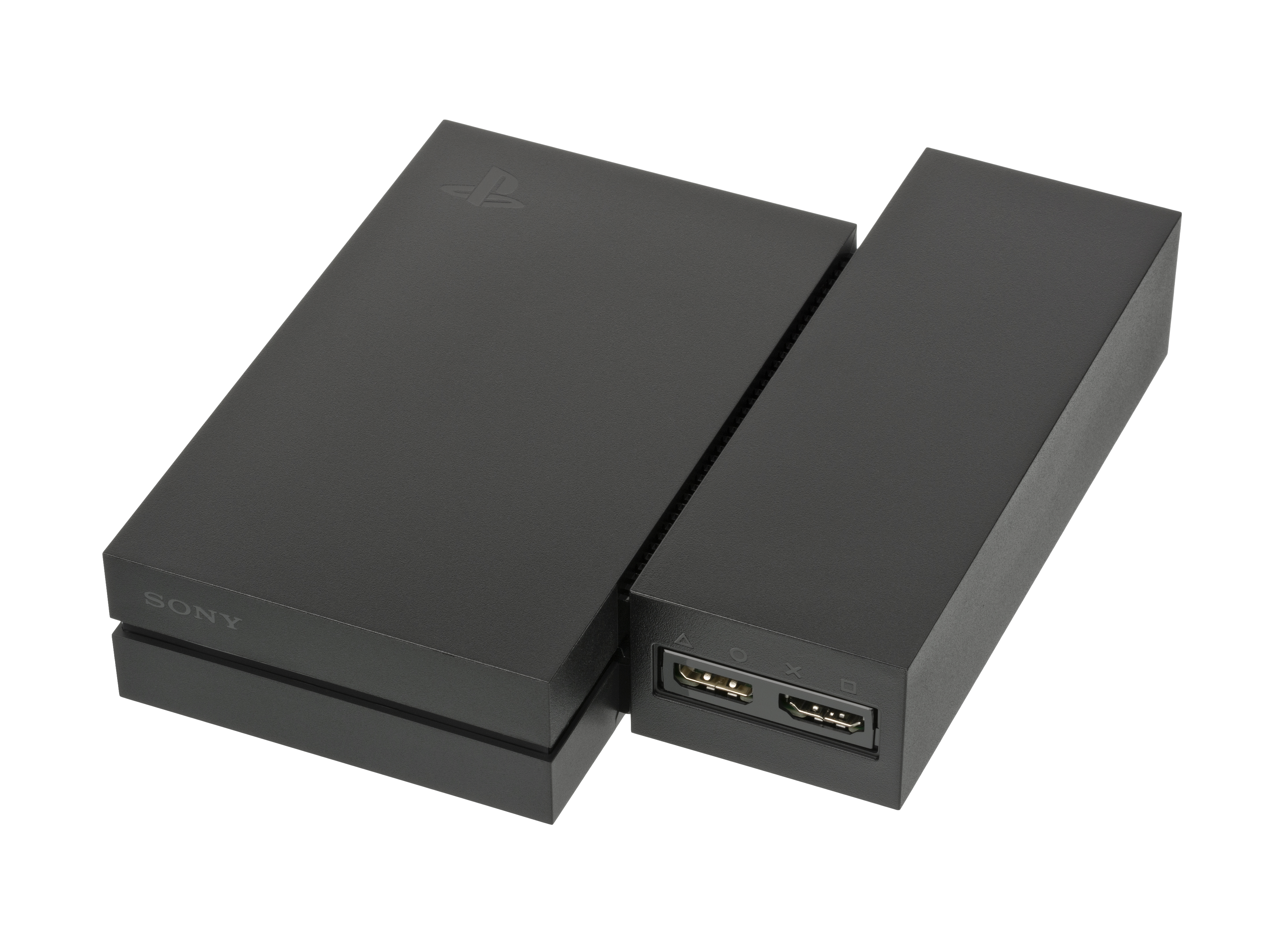
Ящик для з'єднання між телевізором, PS4 і PS VR

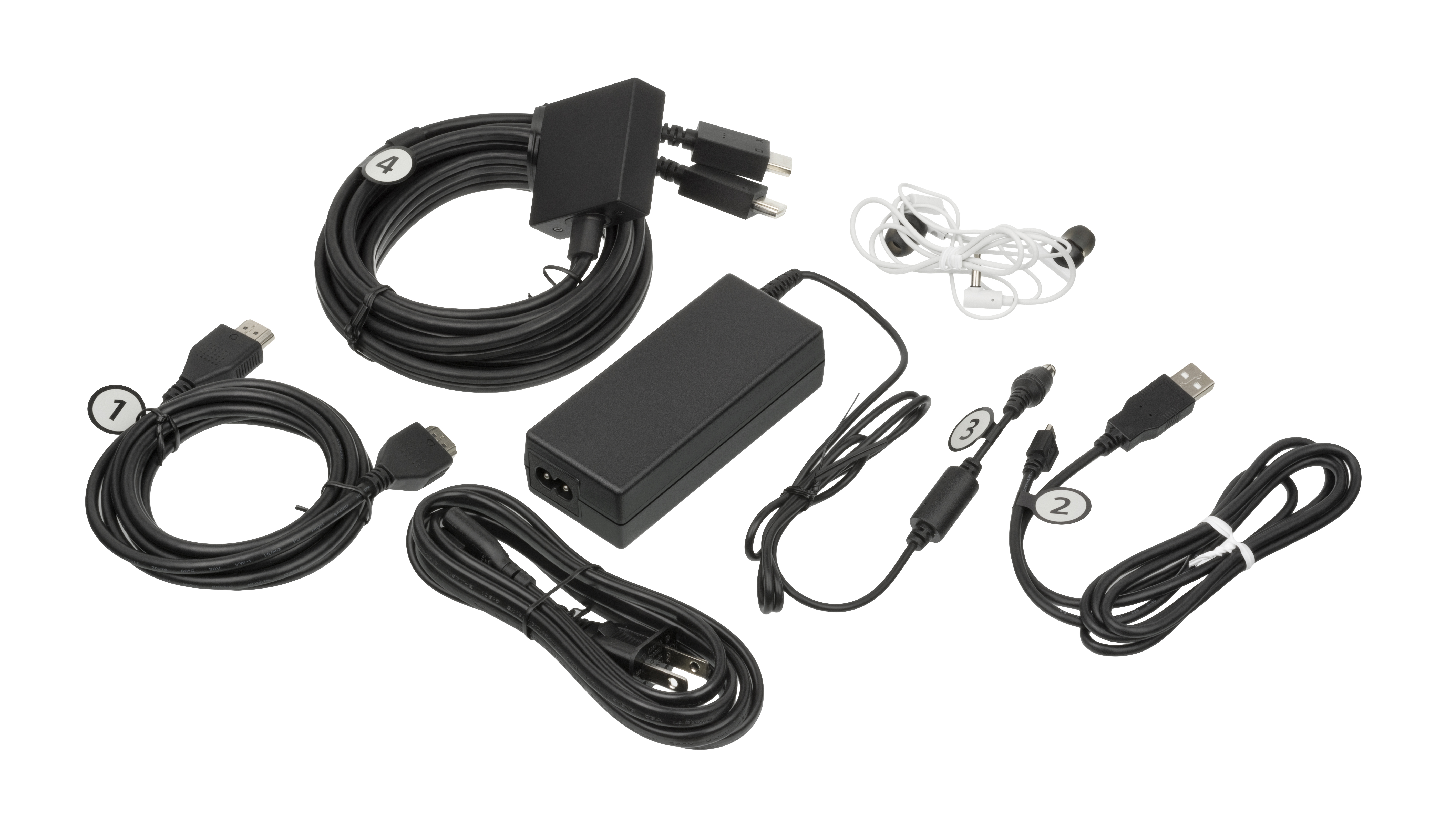
Всі кабелі, необхідні для підключення першої моделі PS VR.

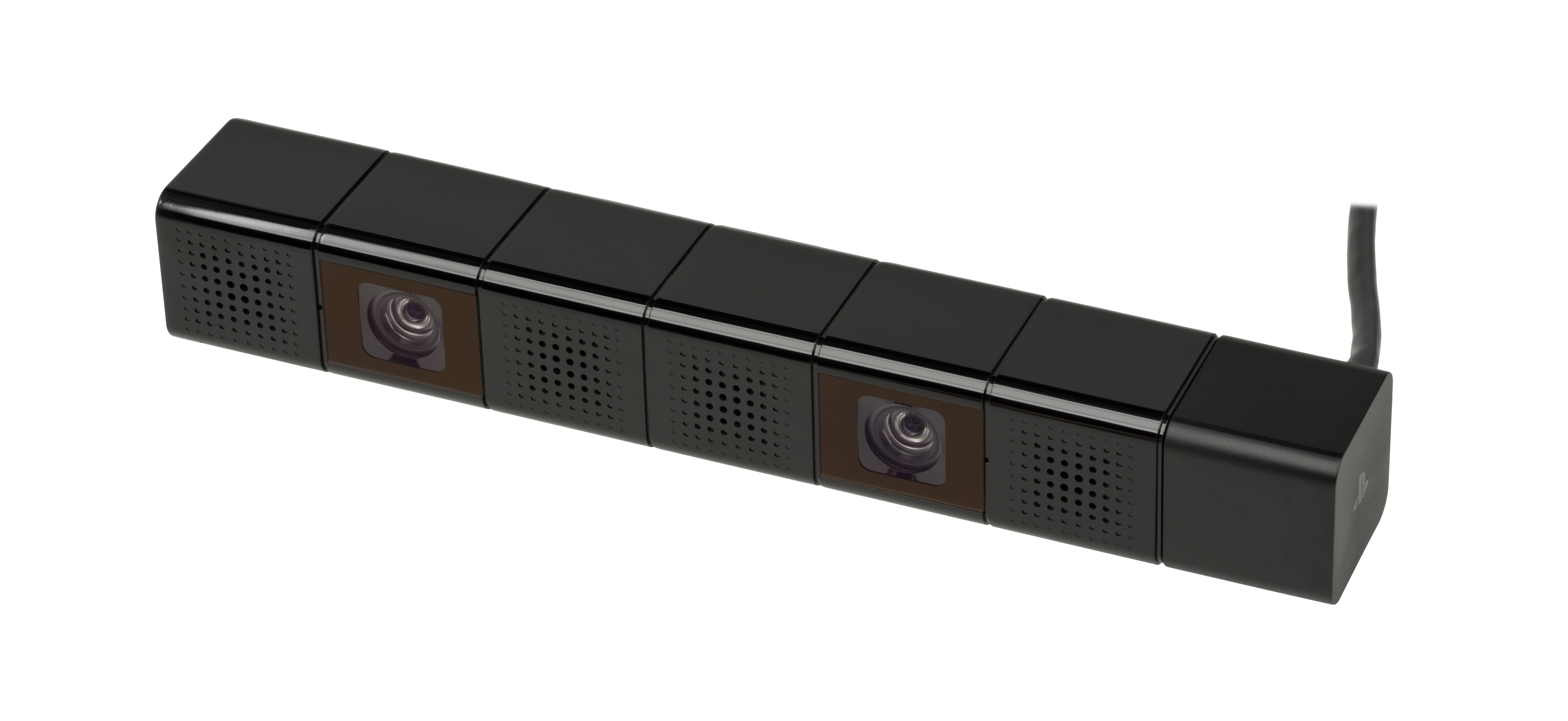
Перша версія камери PlayStation 4, яка потрібна при використанні PS VR.

Прототип, виявлений в GDC'15, включав OLED 1920 × 1080 пікселів (що забезпечує роздільну здатність 960 × 1080 пікселів на око) з субпіксельною матрицею RGB, і здатний відображати вміст при 120 кадрах за секунду. Він оснащений FOV 100-дюймовий, 6DOF відстеження головоломки, стереоскопічним 3D-режимом і нестримним виходом на телевізор, або для інших, щоб побачити, що бачить навушник, або окремий дисплей, який конкурує з користувачем гарнітури за допомогою стандартного контролера PS4.
У вересні 2015 року було виявлено, що навушники матимуть три режими рендеринга для розробників на вибір: 90 Гц, 120 Гц, і режим, при якому геймплей буде працювати на частоті 60 Гц, буде відображатися на частоті 120 Гц, використовуючи метод інтерполяції руху, який називається асинхронним відтворенням. Інтерполяцію можна було б досягти за допомогою невеликих системних ресурсів та невеликої латентності до 18 мілісекунд. Техніка також буде використовуватися у 120 Гц режимі, щоб забезпечити постійну частоту кадрів. За словами представника Sony, компанія сподівається, що інтерполюється 120 Гц режим стане популярним вибором для ігор.
У жовтні 2017 року Sony випустила модель CUH-ZVR2 для PlayStation VR, що включала незначні зміни, такі як тонкий, більш простий зв'язок з різними роз'ємами моделі CUH-ZVR1 та вбудовані стереонавушники. Новий процесорний блок також підтримує пропуск HDR-відео.

## Ігри і контент
У березні 2016 року Sony заявила, що 230 розробників активно працюють над контентом для PSVR, а до кінця року буде доступно 50 найменувань.
Існуючі, не-VR ігри можуть відтворюватися в PlayStation VR через "Cinematic Mode", який перетворює вміст на симульований проєкційний екран у тривимірному просторі. Режим має три варіанти розміру екрана розміром до 226 дюймів у віртуальному розмірі. PlayStation VR також підтримує відображення фотографій та відео на 360 градусів. Інші функції, такі як Share Play і Live від PlayStation, також сумісні в гарнітурі.

## Маркетинг
До випуску Sony прогнозувала, що інтерес до гарнітури буде постійно з часом розвиватися.
PlayStation VR вперше була продемонстрована на The Tonight Show у Джиммі Феллона, а також як працююча концепція під час E3 2014 року. Цей пристрій також був представлений на Sony PlayStation Experience Expo в Лас-Вегасі в грудні 2014 року. Sony оголосила нову інформацію про проєкт Morpheus на Конференції розробників ігор у 2015 році відповідно до офіційного розкладу, розміщеного на їх вебсайті, і опублікувала оновлені технічні характеристики.
В інтерв'ю Nikkei Japan у березні 2016 року компанія Sony вказала на можливість використання PlayStation VR у зв'язку з ПК. Це дозволить пристрою працювати з платформами, що простягаються далі, ніж PlayStation 4.

## Реакція
Відгуки більшості публікацій були позитивними. Критики високо оцінили дизайн, зручність використання та доступність PSVR. У порівнянні з іншими гарнітурами, що вимагають високопродуктивних комп'ютерів, PSVR вимагав тільки PS4. Найчастіше критика була спрямована на продуктивність системи, відзначаючи, що PS4 пропонує меншу обчислювальну потужність, ніж високопродуктивні ПК, необхідні для запуску Oculus Rift та HTC Vive.

### Продажі
Станом на 19 лютого 2017 року PlayStation VR  була продана понад 915 000 разів. Ендрю Хаус, президент та генеральний директор компанії Sony Interactive Entertainment (SIE), заявив, що продажі VR були набагато вищими, ніж очікували. 5 червня 2017 року кількість проданих одиниць PlayStation VR перевищила 1 мільйон. Sony оголосила про те, що було продано понад 2 мільйони одиниць PlayStation VR і 12,2 мільйона ігор станом на 3 грудня 2017 року. Компанія PlayStation VR продала понад 3 мільйони одиниць і 21,9 мільйона ігор по всьому світу станом на 16 серпня 2018 року.